# Aoste (Isèra)
Aoste és un municipi francès situat al departament de la Isèra i a la regió d'Alvèrnia-Roine-Alps. L'any 2007 tenia 2.152 habitants.

## Demografia

### Població
El 2007 la població de fet d'Aoste era de 2.152 persones. Hi havia 824 famílies de les quals 237 eren unipersonals (78 homes vivint sols i 159 dones vivint soles), 237 parelles sense fills, 283 parelles amb fills i 67 famílies monoparentals amb fills.
La població ha evolucionat segons el següent gràfic:
Habitants censats

### Habitatges
El 2007 hi havia 965 habitatges, 841 eren l'habitatge principal de la família, 21 eren segones residències i 103 estaven desocupats. 672 eren cases i 268 eren apartaments. Dels 841 habitatges principals, 539 estaven ocupats pels seus propietaris, 285 estaven llogats i ocupats pels llogaters i 18 estaven cedits a títol gratuït; 25 tenien una cambra, 69 en tenien dues, 142 en tenien tres, 207 en tenien quatre i 398 en tenien cinc o més. 630 habitatges disposaven pel capbaix d'una plaça de pàrquing. A 393 habitatges hi havia un automòbil i a 365 n'hi havia dos o més.

### Piràmide de població
La piràmide de població per edats i sexe el 2009 era:
| Homes | Edats   | Dones |
| ----- | ------- | ----- |
| 0     | 95 o +  | 0     |
| 0     | 90 a 94 | 12    |
| 12    | 85 a 89 | 36    |
| 8     | 80 a 84 | 28    |
| 44    | 75 a 79 | 40    |
| 40    | 70 a 74 | 68    |
| 48    | 65 a 69 | 36    |
| 28    | 60 a 64 | 28    |
| 48    | 55 a 59 | 32    |
| 44    | 50 a 54 | 80    |
| 64    | 45 a 49 | 40    |
| 56    | 40 a 44 | 60    |
| 32    | 35 a 39 | 44    |
| 64    | 30 a 34 | 84    |
| 76    | 25 a 29 | 64    |
| 40    | 20 a 24 | 40    |
| 60    | 15 a 19 | 64    |
| 24    | 10 a 14 | 40    |
| 60    | 5 a 9   | 60    |
| 40    | 0 a 4   | 56    |

## Economia
El 2007 la població en edat de treballar era de 1.330 persones, 994 eren actives i 336 eren inactives. De les 994 persones actives 856 estaven ocupades (490 homes i 366 dones) i 138 estaven aturades (53 homes i 85 dones). De les 336 persones inactives 127 estaven jubilades, 83 estaven estudiant i 126 estaven classificades com a «altres inactius».

### Ingressos
El 2009 a Aoste hi havia 913 unitats fiscals que integraven 2.385 persones, la mediana anual d'ingressos fiscals per persona era de 16.304 €.

### Activitats econòmiques
Dels 97 establiments que hi havia el 2007, 2 eren d'empreses extractives, 5 d'empreses alimentàries, 1 d'una empresa de fabricació d'elements pel transport, 7 d'empreses de fabricació d'altres productes industrials, 16 d'empreses de construcció, 28 d'empreses de comerç i reparació d'automòbils, 4 d'empreses de transport, 8 d'empreses d'hostatgeria i restauració, 3 d'empreses financeres, 5 d'empreses immobiliàries, 2 d'empreses de serveis, 11 d'entitats de l'administració pública i 5 d'empreses classificades com a «altres activitats de serveis».
Dels 28 establiments de servei als particulars que hi havia el 2009, 1 era una oficina de correu, 2 tallers de reparació d'automòbils i de material agrícola, 1 autoescola, 2 paletes, 2 guixaires pintors, 3 fusteries, 2 lampisteries, 4 electricistes, 1 empresa de construcció, 3 perruqueries, 4 restaurants, 2 agències immobiliàries i 1 saló de bellesa.
Dels 10 establiments comercials que hi havia el 2009, 1 era un supermercat, 1 una gran superfície de material de bricolatge, 1 una botiga de més de 120 m², 3 fleques, 1 una botiga de roba, 1 una botiga d'equipament de la llar i 2 floristeries.
L'any 2000 a Aoste hi havia 23 explotacions agrícoles que ocupaven un total de 495 hectàrees.

## Equipaments sanitaris i escolars
L'únic equipament sanitari que hi havia el 2009 era una farmàcia.
El 2009 hi havia 1 escola maternal i 1 escola elemental.

## Poblacions més properes
El següent diagrama mostra les poblacions més properes.